# Frenchkiss Records
Pour les articles homonymes, voir French Kiss.
Frenchkiss Records est un label indépendant basé à New York, lancé en 1999 par Syd Butler, bassiste et fondateur de Les Savy Fav. Il est créé initialement pour produire le second album du groupe, intitulé The Cat and The Cobra. Il produit par la suite 42 albums[Passage à actualiser], faisant découvrir des groupes comme The Hold Steady, The Dodos, Local Natives ou Passion Pit.

## Groupes
- 1,2,3
- The Antlers
- The Apes
- The Big Sleep
- Bloc Party
- The Bloodthirsty Lovers
- Call Me Lightning
- Crocodiles
- Cut Off Your Hands
- Detachment Kit
- Devin
- The Dodos
- Dream Shake
- Drowners
- The Drums
- Emma Louise
- Enon
- Ex Models
- Fatal Flying Guilloteens
- Flock of Dimes
- Freelance Whales
- French Style Furs
- The Hold Steady
- Les Savy Fav
- Lifter Puller
- Local Natives
- Office Romance
- Passion Pit
- The Plastic Constellations
- RACES
- Rahim
- S PRCSS
- Sean Bones
- Sean Na Na
- Smoke and Smoke
- Strange Names
- Suckers
- Tangiers
- Thunderbirds are Now!
- Tripwires
- Turing Machine (en)
- Tweens
- Young Man